# Hilë Mosi

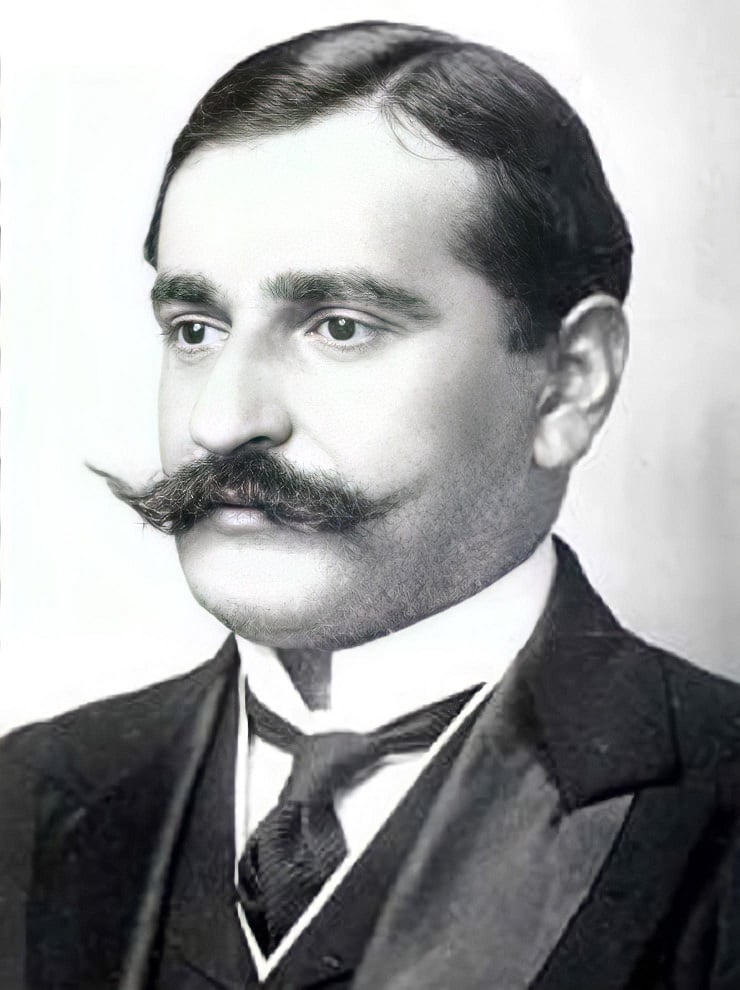
Hilë Mosi

Hilë Mosi (geboren 22. April 1885 in Shkodra; gestorben 22. Februar 1933 in Tirana) war ein albanischer Dichter, Publizist, Herausgeber, Politiker und politischer Aktivist der albanischen Nationalbewegung.

## Leben
Hilë Mosi wurde in Shkodra geboren, besuchte dort eine italienische Schule und später das Saverianer Kollegium (Kolegji Saverian), eine weiterführende Schule der Jesuiten. Danach studierte er von 1904 bis 1908 an einem Lehrerseminar in Klagenfurt am Wörthersee. In dieser Zeit traf Mosi auf den Linguisten Georg Pekmezi, unter dessen Einfluss er am Aufbau der patriotisch albanischen Studentenorganisation Lirija (Freiheit) beteiligt war.
Im April 1908 kehrte Mosi nach Albanien zurück und betätigte sich als Sekretär beim Kongress von Monastir. Nachdem er einige Zeit in Korça gelebt hatte, begann er gegen Ende 1909, zusammen mit Dervish Hima, die Zeitung Shqipëtari-Arnavud (Der Albaner) herauszugeben. Im Jahre 1911 nahm Mosi aktiv an einem Aufstand im Norden Albaniens teil, der 1910 im Kosovo ausgebrochen war und sich gegen die Herrschaft des Osmanischen Reiches richtete. Außerdem nahm er im März 1913 am albanischen Kongress von Triest teil und gründete daraufhin in Shkodra die Zeitung Shqypnia e re (Neues Albanien).
Im Jahre 1916 war Mosi Mitglied der “Albanischen Literarischen Kommission” (Komisja Letra Re Shqype), die von den österreich-ungarischen Behörden eingesetzt wurde, um verbindliche Regelungen für die Nutzung der albanischen Sprache im offiziellen Gebrauch und für den Unterricht an Schulen zu schaffen. Im November 1920 war er Mitglied der albanischen Delegation beim Völkerbund. In den Jahren 1920 bis 1924 saß Mosi für den Wahlkreis Shkodra im Parlament. Er wurde im Jahre 1921 außerdem zum Bildungsminister ernannt, scheint dieses Amt allerdings niemals angetreten zu haben.
Unter der Regierung von Fan Noli im Jahre 1924 war Mosi Präfekt von Korça und Gjirokastra, bis er aufgrund der Machtübernahme Ahmet Zogus nach Brindisi fliehen musste. Er kehrte 1927, nach einer Amnestie durch Zogu, nach Albanien zurück und wurde Minister für Öffentliche Angelegenheiten. Ab 1928 war Mosi Leiter der Behörde für Öffentliche Sicherheit.
Im Jahre 1930 wurde Mosi zum Bildungsminister ernannt, was er schließlich bis zu seinem Tode im Jahr 1933 blieb.

### Literarisches Werk
In den Jahren 1900 bis 1925 wirkte Hilë Mosi als Dichter von patriotischen Versen und Liebeslyrik, die vor allem in Zeitschriften und Gedichtbänden mit geringer Auflage publiziert wurden. Sein 1916 veröffentlichter Gedichtband Lotët e dashtnies (Tränen der Liebe) enthielt Liebesgedichte – er war neben Andon Zako Çajupi und Aleksandër Stavre Drenova einer der ersten Dichter, der Liebesreime auf Albanisch schrieb, was Anfang des 20. Jahrhunderts für die albanische Öffentlichkeit unerhört und schockierend war. Die zweite Auflage seines Gedichtbandes erschien daher unter dem diskreteren Titel Lule prendvere (Blumen des Frühlings). In diese Auflage nahm Mosi auch einige Übersetzungen von Liebesgedichten ausländischer Autoren auf, um aufzuzeigen, dass es sich dabei um eine respektierte literarische Gattung handle.

### Werke
- Këngat shqipe (Albanische Lieder). Selânik (Thessaloniki) 1909.
- Zân’ i atdheut (Die Stimme der Heimat). Triest 1913.
- Lotët e dashtnies (Tränen der Liebe). Shkodra 1916.
- Lule prendvere (Blumen des Frühlings). Tirana 1927.